# Aplonis atrifusca
Estorninho-de-samoa ou estorninho-da-samoa (Aplonis atrifusca) é uma espécie de ave da família Sturnidae.
Pode ser encontrada nos seguintes países: Samoa Americana e Samoa.
Os seus habitats naturais são: florestas subtropicais ou tropicais húmidas de baixa altitude.